# ワトソンメモ
「ワトソンメモ」（Memo by John H. Watson）は、NHKの人形劇番組『シャーロックホームズ』に登場するメモノート、またはそのノートの内容が紹介される、同番組内のコーナーのことである。

## 概要
ビートン校に転校してきて、シャーロック・ホームズと同室になったジョン・H・ワトソンは、ラグビーに代わる生きがいとして、自らの文章力を活かしてホームズの捜査記録を残し、それを元に壁新聞に執筆するようになった。捜査記録をメモするノートは、表紙は亀、裏表紙にはカンガルーがデザインされていて、ワトソンがオーストラリアから持ってきたものである。
このメモの内容は、番組のまん中あたりで別にコーナーが設けられ、それまでの事件のいきさつや、どのような人物が関わっているのかがわかる仕組みになっている。この場面で流れる音楽は、サウンドトラックにも収録されている"Talking Block"で、マリンバ演奏が中心になっている。音楽担当の平松加奈は、番組がシリアスに進行する中で、クールダウンする目的で作曲したと語っている。
また、制作の紀平延久と吉川邦夫は、このワトソンメモにより、本来なら20分の枠を超えてしまいがちな会話劇を、うまく圧縮できたと語っている。しかし、単に時間短縮のためのものではなく、これによって番組を観る上でのポイントが整理されるため、視聴者の興味を惹きやすいという効果が生まれている。加えて、ここで一旦話を区切れるため、後半はそれまでとは違う次元から入ることも可能になっていて、ホームズが推理をする時のCGによる脳内イメージと合わせて、番組に厚みを持たせる存在である。このワトソンメモのコーナーの担当は、アダチマサヒコで、デジタル技術を駆使したコーナーではあるが、どこかに人形劇らしい手工芸の趣を残した仕上がりとなっている。
『人形劇シャーロックホームズ』のブルーレイBOXには、ワトソンメモのブックレットが特典としてついている。
2015年夏には、このワトソンメモに記録されてはいるが、壁新聞の記事とはならなかった小さな事件が、続編として放送予定である。